# 岳園
岳園（がく・えん、1987年7月23日 - ）は中国の女子ビーチバレー選手。山東省濰坊市出身。
広州市で開催された2010年アジア競技大会のビーチバレー競技に黄影とのペアで出場するが、決勝で中国の薛晨と張希のペアに敗れ銀メダルとなった。